# Benedetto Lomellini
Benedetto Lomellini (Genova, 1517 – Roma, 29 luglio 1579) è stato un cardinale e vescovo cattolico italiano.

## Biografia
Nato a Genova nel 1517, fu prima vescovo di Ventimiglia e successivamente di Luni-Sarzana, di cui prese possesso il 12 marzo 1565, giorno in cui era stato creato da papa Pio IV cardinale di Santa Maria in Aquiro. Grande amico di Carlo Borromeo e del cardinale Carafa, futuro papa Paolo IV, era stato inviato pontificio in Belgio, alla corte di Filippo II di Spagna e aveva preso parte al Concilio di Trento. Al Borromeo chiese copia del Sinodo che questi aveva tenuto a Milano per prenderlo a modello nel tenerne uno nella diocesi lunense.
Nel 1568, in pieno spirito tridentino, indisse il quinto sinodo diocesano, che si tenne nella chiesa di Santa Maria a La Spezia: le costituzioni approvate, divise in venticinque capitoli, specificano chiaramente che serve per provvedere alla vita morale del clero e per indirizzare i fedeli a vivere correttamente. Costante immutabile nei secoli, il capitolo della cattedrale contestò vescovo e costituzioni, poiché emesse senza il suo consenso e perché ne limitava la possibilità di intervenire sui benefici. Nello stesso anno mons. Lomellini compì una visita pastorale nella diocesi. Per i molti impegni curiali, come testimoniano le sue lettere spedite da Roma o Genova, non poteva rispettare il dovere della residenza stabilito dal Concilio, per cui chiese e ottenne il 17 marzo 1572 di essere trasferito ad Anagni. Morì a Roma il 29 luglio 1579 e fu sepolto nella chiesa di San Gregorio in clivo Scauri.

## Genealogia episcopale e successione apostolica
La genealogia episcopale è:
- Cardinale Clemente d'Olera, O.F.M.
- Cardinale Benedetto Lomellini

La successione apostolica è:
- Vescovo Giulio Sauli (1566)
- Vescovo Alexandre de Bardis (1567)
- Cardinale Alessandro Riario (1572)
- Vescovo Leonardo Trucco (1572)
- Vescovo Ippolito Bosco (1572)
- Vescovo Girolamo Negri (1572)
- Arcivescovo Ottavio Accoramboni (1579)